# Leo Levy
Leo Levy (ur. 19 września 1881 w Połczynie (niem. Polzin), zm. 10 listopada 1938 w Połczynie-Zdroju) – niemiecki kupiec pochodzący z żydowskiego rodu Levych, doktor chemii, żołnierz armii cesarskiej Wilhelma II w okresie I wojny światowej, zamożny mieszczanin. Zamordowany został w swoim domu przez nazistowskich bojówkarzy podczas nocy kryształowej.

## Życiorys

### Geneza
Przodkowie Leo Levy’ego osiedlili się w XVIII wieku w Wielkopolsce. Nie mieli prawa kupować ziemi, zatrudniać chrześcijan oraz napotykali na inne liczne trudności. Nie otrzymali nawet statusu Schutzjuden (chronionych protegowanych Żydów). 14 czerwca 1744 urodził się Ascher Ben Yechazkiel Halevi (w Wielkopolsce miał nazwisko Ben Yechazkiel Halevi, potem przyjął nazwisko Berisch Ascher), który w 1765 ożenił się z Feigel Gitel Bat Yehudą Mosche, pochodzącą z rodziny Horowitzów. Rodzina Berischa Aschera wyemigrowała na Pomorze Zachodnie (wówczas Pomorze Tylne, niem. Hinterpommern), gdzie w kolejnych pokoleniach żyła w XIX–XX wieku w Połczynie-Zdroju (niem. Polzin, następnie Bad Polzin). Ród Levych liczył pięć pokoleń: Berisch Ascher, Ascher Jӓckel/Ascher Jakob Levy, Ascher Levy, Bernhard Levy i Leo Levy.

### Leo Levy

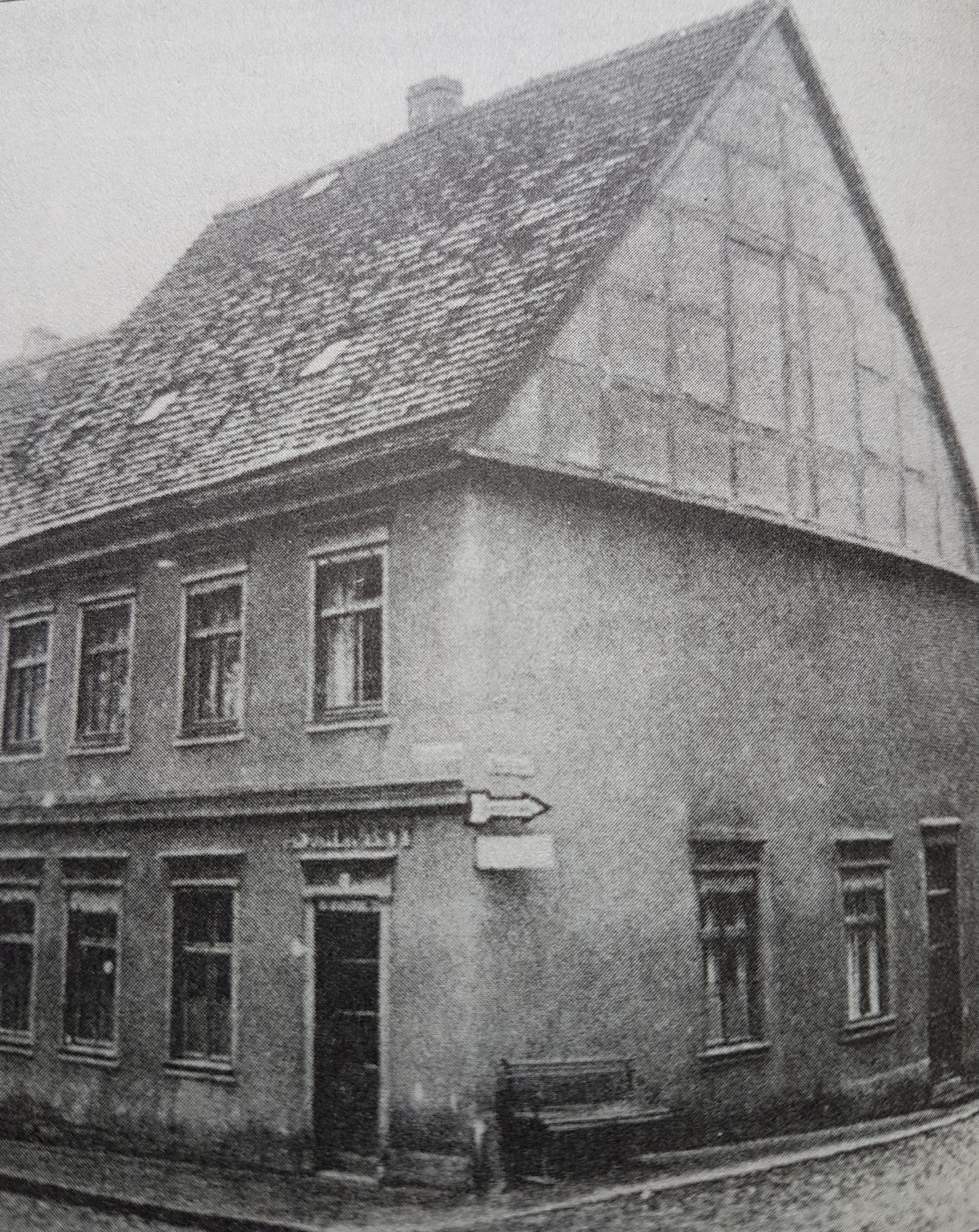
Połczyn. Dom rodzinny Leo

Urodził się 19 września 1881 w Połczynie-Zdroju. Ojcem Leo był Bernhard, dziadkiem Ascher, pradziadkiem Leo Ascher Jӓckel-Levy. Uczęszczał do szkoły żydowskiej przy ul. Targowej (obecnie już nie istnieje) oraz do szkoły publicznej wybudowanej w 1866 przy ulicy Grunwaldzkiej. Uczył się religii (czytanie Tory, nauki czytania i pisania w języku hebrajskim), śpiewu i gimnastyki oraz przedmiotów, które wykładano w szkole publicznej. Zajęcia odbywały się codziennie, z wyjątkiem piątkowych popołudni oraz sobót. Leo pod okiem ojca zapoznawał się także z finansami, księgowością i zasadami prowadzenia firmy rodzinnej. Mieszkał z rodziną w dwupiętrowym domu przy ulicy 5 Marca (niem. Brunnenstrasse) w Połczynie, który został zakupiony w 1842 przez jego rodziców, Aschera i Fanny Levych za 1300 reichstalarów od rodziny von Manteufflów.
Od 1899 Leo zamieszkiwał w dużym domu przy ulicy Zdrojowej, w którym jego ojciec stopniowo wykupił całe piętro; wcześniej było tu sanatorium. Leo zamieszkiwał tutaj z rodzicami i czworgiem rodzeństwa: Liną, Ernstem, Siegfriedem, Idą, a później z żoną i córkami. Rodzina aż do 1938 zajmowała całe piętro. Siedziba przedsiębiorstwa pozostała przy ulicy 5 Marca.
W 1899 18-letni wtedy Leo został wysłany do Londynu, gdzie kontynuował naukę w firmie Linck Moeller, zajmującej się handlem drewnem. Jednocześnie studiował chemię na prestiżowym uniwersytecie w Heidelbergu. Po ukończeniu studiów otrzymał tytuł doktora chemii.
Na początku XX wieku Połczyn-Zdrój liczył sześć tysięcy mieszkańców, gdzie mieszkało czterdzieści rodzin żydowskich, w tym Leo z rodziną.

### Rodzina Leo i Else Levych

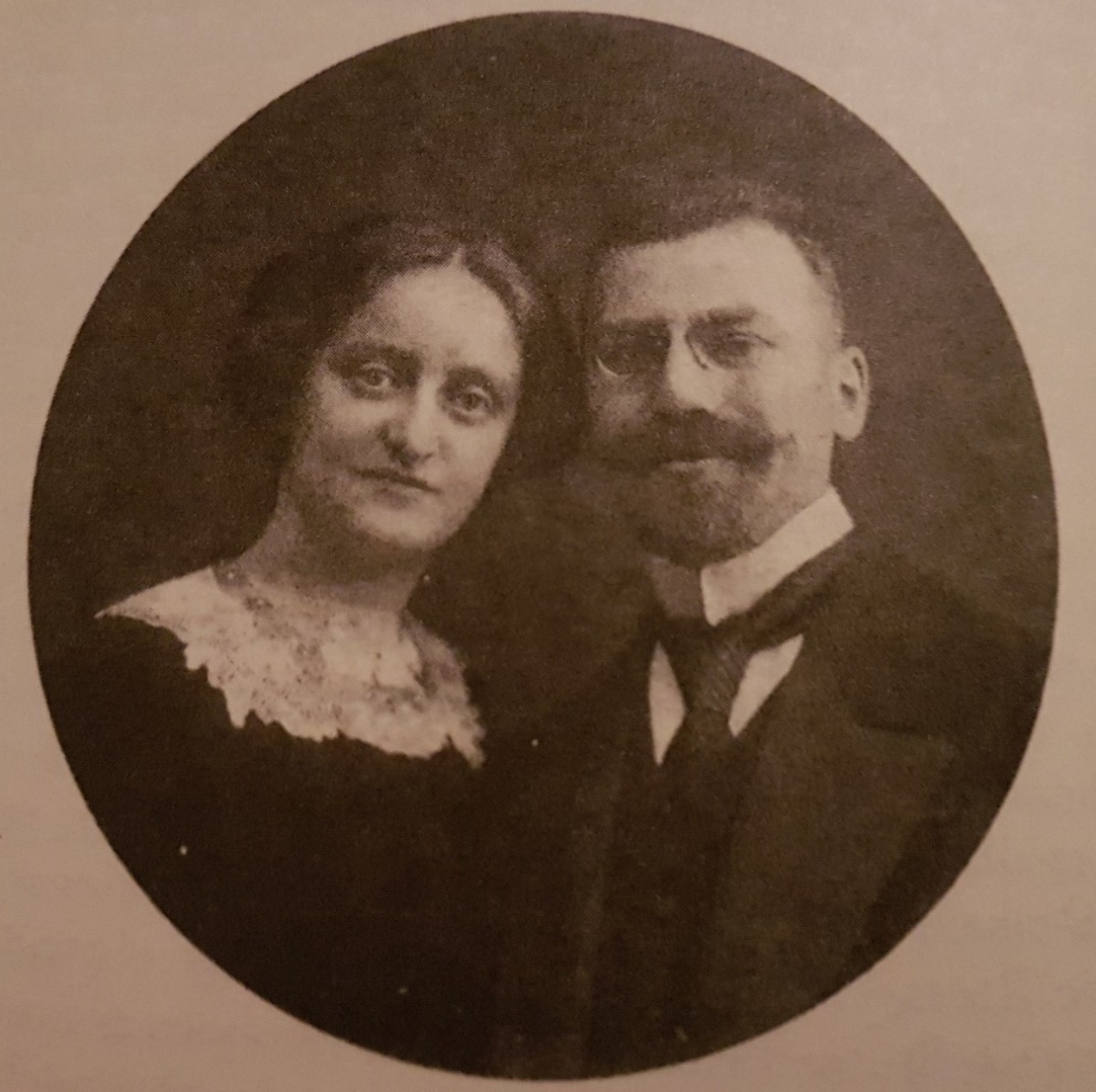
Else Levy (Frensdorf) i Leo Levy

W 1913 Leo Levy poślubił Elsę Frensdorf, pochodzącą z tradycyjnej rodziny żydowskiej z Hanoweru. Inne źródło podaje, że mogło to być w 1911, kiedy skończył 30 lat. Leo z Elsą wiedli spokojne życie, bez kryzysów i konfliktów, bardzo cenił żonę i dbał o rodzinę.
Leo ze starszym bratem Siegfriedem pomagali ojcu prowadzić interes rodzinny, z czasem zostali współwłaścicielami firmy. Firma inwestowała w różnych branżach, między innymi: handel zbożem i płodami rolnymi, sprzedaż drewna z tartaków, bankowość (dysponowała akcjami linii kolejowej Lipsk–Magdeburg), przedsiębiorstwo kolejowe budujące linię ze Stargardu do Koszalina. Ze względu na zamiłowanie do chemii Leo najbardziej angażował się w sprawy zakładów wapienniczych w Grzmiącej.
W szabat 1 sierpnia 1914 Leo przypomniał znaczenie święta Tisza be-Aw oraz odmówił modlitwę o wsparcie dla cesarza Wilhelma II z powodu rozpoczęcia wojny. Znając rytuał Leo prowadził modlitwy w synagodze, ponieważ Połczyn nie miał własnego rabina (wcześniej obowiązki te sprawował jego ojciec i dziadek).
We wrześniu 1914 Leo w wieku 33 lat został powołany do służby wojskowej. Siegfried, który decyzją komisji poborowej został uznany za niezdolnego do służby, zajął się prowadzeniem firmy. Kuzyn Leo, Rudolf Levy służył jako kierowca w 117 Dywizji Piechoty na froncie zachodnim, a za walki w Artois otrzymał Krzyż Żelazny. Leo Levy został skierowany do koszar w Pile (niem. Schneidemühle) celem odbycia szkolenia podstawowego, potem do małego miasteczka w północno-wschodniej Francji, niedaleko frontu. Otrzymał zadanie aprowizacji w 1 Królewsko-Bawarskiej Brygadzie Piechoty Rezerwy będącej w składzie 1 Królewsko-Bawarskiej Dywizji Rezerwy, a ten w składzie I Królewsko-Bawarskiego Rezerwowego Korpusu Armijnego, dowodzonego przez generała piechoty Karla von Fasbendera. Jego przełożonym był kapitan Tuch, odpowiedzialny za aprowizację 1 Dywizji.
W październiku 1916 armia niemiecka zarządziła spis Żydów (Judenzählung) w celu potwierdzenia zarzutów o rzekomym braku patriotyzmu Żydów i unikaniu przez nich poboru do armii. Leo Levy przyjął te zarzuty z zaskoczeniem i oburzeniem. Wcześniej twierdził, że przynajmniej na polu walki nie ma dyskryminacji. W 1918 budynki jednostki Leo zostały zniszczone ogniem artylerii. Dla niego i rodziny Levych przegrana w wojnie była dużym ciosem. Według Leo ceną za nią były ograniczenia i reparacje wojenne ustalone w traktacie wersalskim. Leo Levy został zwolniony ze służby na trzy miesiące przed proklamowaniem republiki. Odznaczono go Krzyżem II kl. Orderu Zasługi Wojskowej z koroną oraz listem polecającym od generała Fasbendera. W wigilię Bożego Narodzenia 1918 Leo przyjechał do Połczyna. Po powrocie z wojny ojciec Leo Bernhard zapoznał go z sytuacją finansową firmy. Aktywa firmy na rynku zbożowym wynosiły około trzech milionów marek, które zainwestowano w obligacje i nieruchomości, niewielki procent wpłacono do banku w Szczecinie. Leo wraz z rodziną dalej zamieszkiwał przy ulicy Zdrojowej. W 1919 jego brat Siegfried przeprowadził się do Szczecina, potem do Berlina. Wiosną 1920 wyjechała także siostra Leo, Ida, najpierw do Berlina, potem do Kolonii.

### Po śmierci ojca

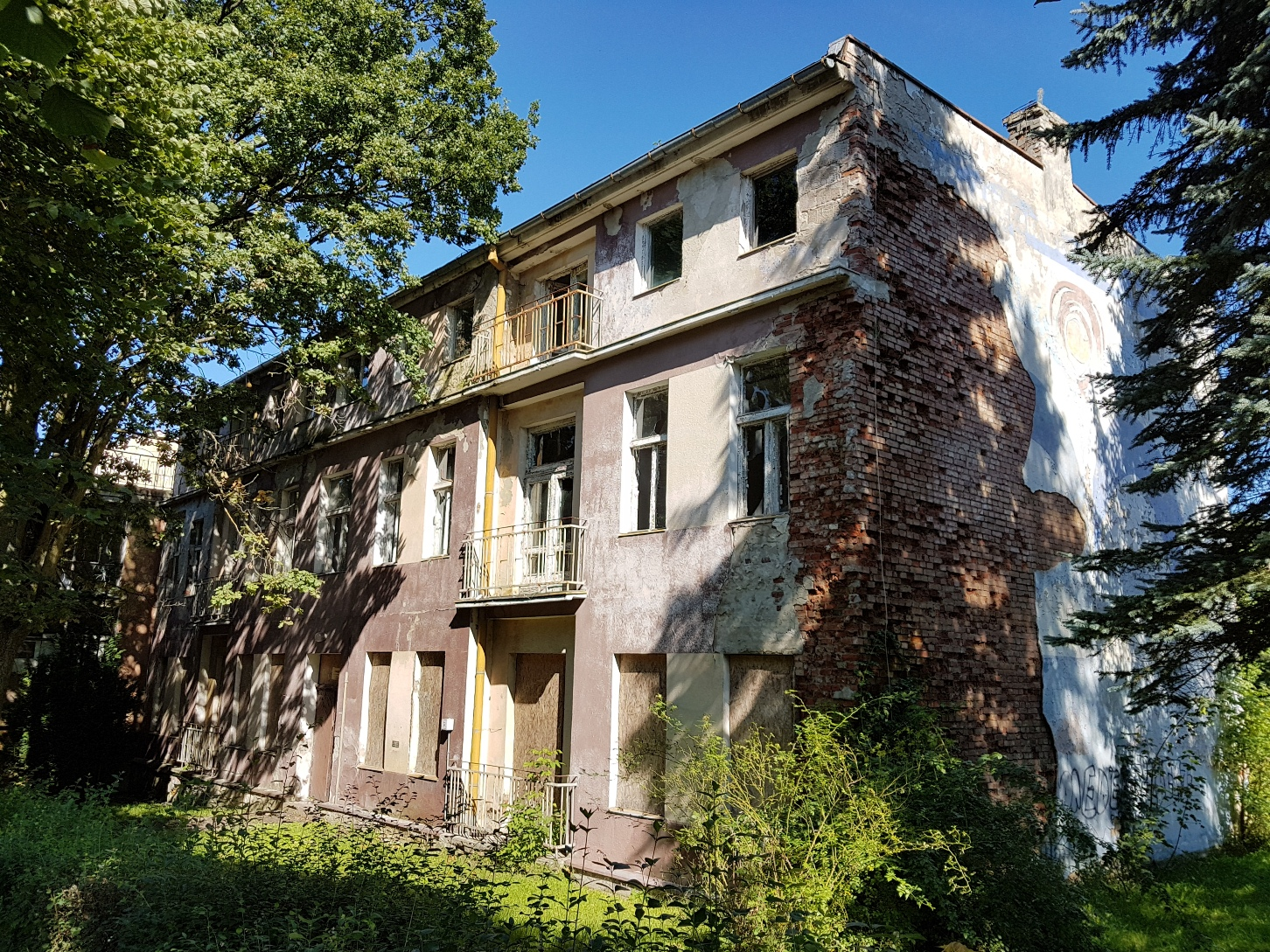
Drugi dom Leo i rodziny. Obecnie ul. Zdrojowa 2

Leo Levy po śmierci ojca w 1920 zarządził zamknięcie biura na okres sziwy; członkowie rodziny zebrali się w rodzinnym domu, obchodząc przez tydzień oficjalną żałobę. Leo został głową rodu i zarazem dyrektorem firmy. W 1922 zmarła matka Leo Henrietta. Jej pogrzeb był skromny i cichy. Z powodu reparacji wojennych, które Niemcy musiały wypłacić zwycięzcom, w kraju panowała atmosfera kryzysu i porażki. 20 listopada 1922 Leo i Siegfried otrzymali z banku kredyt w wysokości stu milionów pięciuset tysięcy marek, co pozwoliło na rozwój interesu drzewnego na dużą skalę. Zakupili kolejny tartak w pobliżu Koszalina. Córki Leo, Hannah i Ewa, uczyły się w szkole rolniczej i jeszcze przed wojną wyjechały do Palestyny. Leo zgodnie z testamentem wypłacił rodzeństwu, Ernstowi, Idzie i Linie, należną im część spadku. Leo miał opinię prawego, sumiennego, ale i nieustępliwego właściciela firmy.
W 1926 roku Polzin zmienił nazwę na Bad Polzin (pol. Połczyn-Zdrój). W 1932 w mieście mieszkało 120 Żydów, w tym Leo z żoną Else i czterema córkami: Hannah, Evą, Gretą i Ruth.

### Leo po 1933
Kiedy w 1933 Adolf Hitler został kanclerzem Rzeszy, w Niemczech żyło około pół miliona Żydów, a ich majątek wynosił około dwunastu miliardów marek. Od tego momentu sytuacja miejscowych Żydów zaczęła się systematycznie pogarszać. Już w 1932 lokalny oddział NSDAP był największą i najbardziej wpływową partią w Połczynie-Zdroju. Nienawiść do Żydów stała się powszechnym zjawiskiem. W tym samym roku Leo pisał do swego brata w Berlinie: 

„Dwie książki nigdy nie znajdą się na półkach mojej szafy bibliotecznej: Der Judenstaat Teodora Herzla oraz Mein Kampf Adolfa Hitlera.”

 W Połczynie-Zdroju zaczęły pojawiać się wrogie akty przeciwko Żydom, m.in. napis „Żydzi wchodzą na własne ryzyko”, napis przed wejściem do parku zdrojowego „psom i Żydom wstęp wzbroniony”, czy wrzucenie zgniłego jajka do pokoju w suterenie domu Levych. Leo zaczął nosić medal pokazując, że jest zasłużonym Niemcem. W 1933, w święto Pesach, kiedy rodzina zebrała się w tradycyjny wieczór sederowy, on jako senior rodu siedział u szczytu stołu podczas świątecznego posiłku.
16 marca 1934 zmarł w Tel Awiwie jego brat Ernst. Po śmierci Ernsta Leo udał się z krótką wizytą do Palestyny odwiedzając swoją bratanicę Theę. W 1935, w ciągu dwóch lat od przejęcia władzy przez Hitlera, około dwudziestu pięciu tysięcy niemieckich Żydów opuściło ojczyznę, wyjechały także trzy córki Leo. Eva była na kursie w Holandii, Hannah w szkole rolniczej na Litwie, Gretel była w Londynie nauczycielką. Leo Levy z godnością znosił kolejne ciosy: odebranie zakładów wapienniczych w Grzmiącej, gospodarstwa w Buślarkach, a potem przejęcie tartaków w Kołaczu, w Trzebcu (niem. Neuhof) oraz w Świerczynie. Leo Levy do końca starał się być lojalnym obywatelem państwa niemieckiego. Nawet kiedy naziści przejęli władzę w Niemczech, wciąż wierzył, że Hitler długo nie przetrwa.
W 1938 towarzyszył swojej trzeciej córce Evie w drodze do Palestyny. Mimo ostrzeżeń najbliższych i propozycji Siegfrieda pozostania w Szwajcarii, wrócił 7 listopada 1938 do Połczyna-Zdroju, do końca uważając Niemcy za swoją ojczyznę.

### Zabójstwo Leo Levy’ego

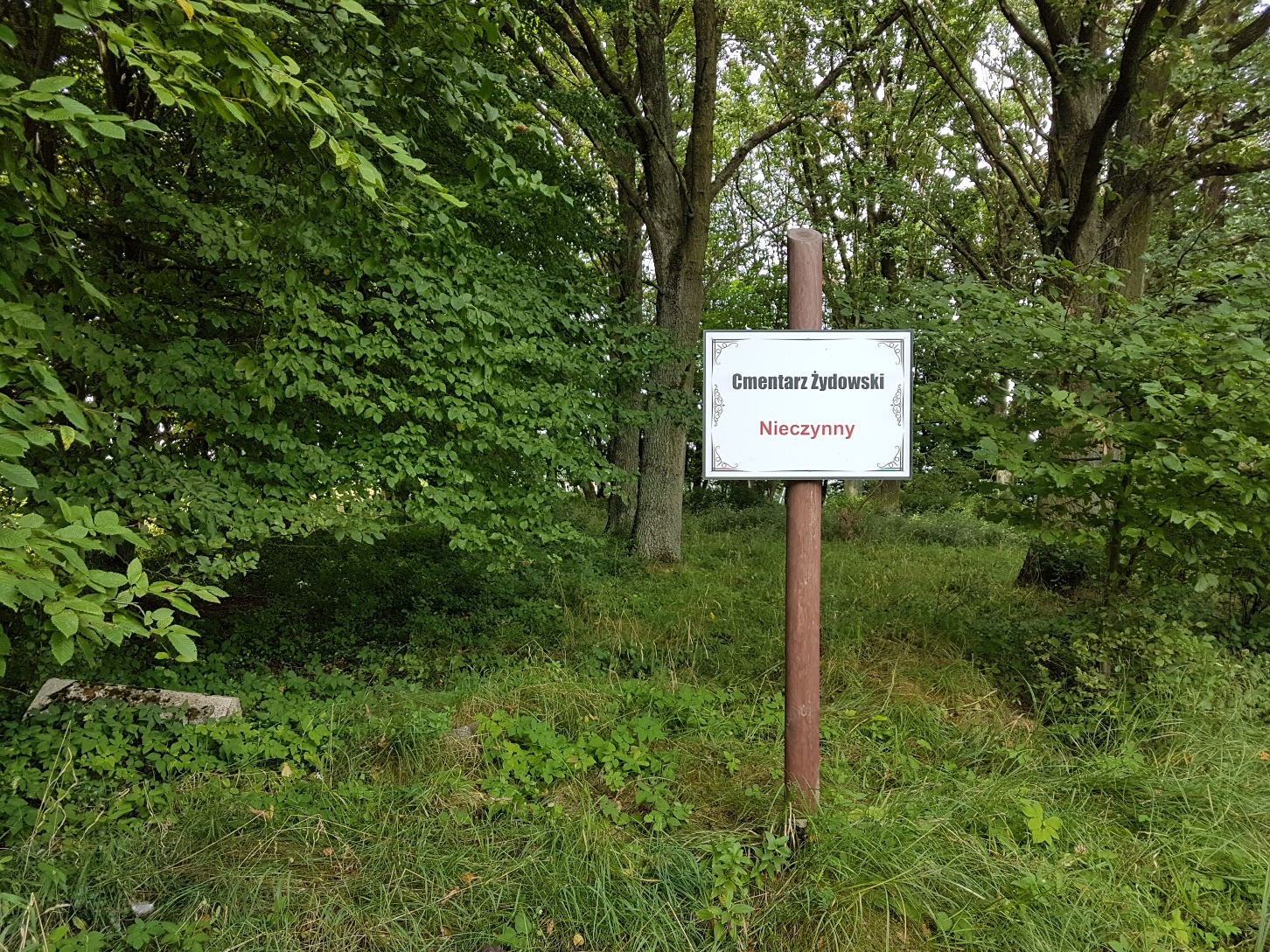
Były cmentarz żydowski, gdzie 12 listopada 1938 został pochowany Leo Levy

Dzień przed nocą kryształową Leo Levy zwolnił jednego z urzędników, asystenta księgowego Franza, który był członkiem Gestapo. 10 listopada 1938, o 4 nad ranem, kilka dni po swoim powrocie z Palestyny, Leo został zamordowany w swoim pokoju, w domu przy ulicy Zdrojowej (Bismarck Prommenade) przez nazistowskich bojówkarzy. Jedna z kilku wersji mówi, że Franz wszedł do jego mieszkania wraz z dwoma bojówkarzami Sturmabteilung (SA), którzy zastrzelili go, gdy tylko Levy otworzył drzwi. Żona Else powiadomiła najmłodszą córkę, Ruth, która przyjechała po kilku godzinach z Berlina do Połczyna-Zdroju. Rodzina pochowała go potajemnie na miejscowym kirkucie. Ruth przygotowała pogrzeb, dwóch chrześcijańskich grabarzy wykopało grób. Nie było żadnego mężczyzny, który mógłby odmówić kadisz, nad grobem modliły się tylko Else i Ruth.

Leo Levy był ostatnim męskim potomkiem rodu Levych z Pomorza. Kochał rodzinny kraj z jednoczesną świadomością żydowskiego pochodzenia i przywiązaniem do religijnych rytuałów, cechował się podwójnym kulturowym patriotyzmem, dzieląc szacunek pomiędzy dwie tradycje: państwa pruskiego i hebrajską. Na jego grobie Else nakazała wyryć słowa: 

„Tu spoczywa Leo Levy, który zmarł uczciwą śmiercią, ponieważ prowadził uczciwe życie”

## Wywód genealogiczny Leo Levy’ego z Pomorza
Leo Levy urodził się 19 września 1881 w Połczynie-Zdroju. W 1913 poślubił Elsę Frensdorf, z którą miał cztery córki: Hannah, Eva, Greta i Ruth. 10 listopada 1938 Leo Levy został zamordowany przez bojówkarzy SA.
| 4. Ascher Levy (1815−1897)    |  |                                |  |  | |
|                               |  | 2. Bernhard Levy (1845–1920)   |  |  | |
| 5. Fanny Benjamin (1821–1897) |  |                                |  |  | |

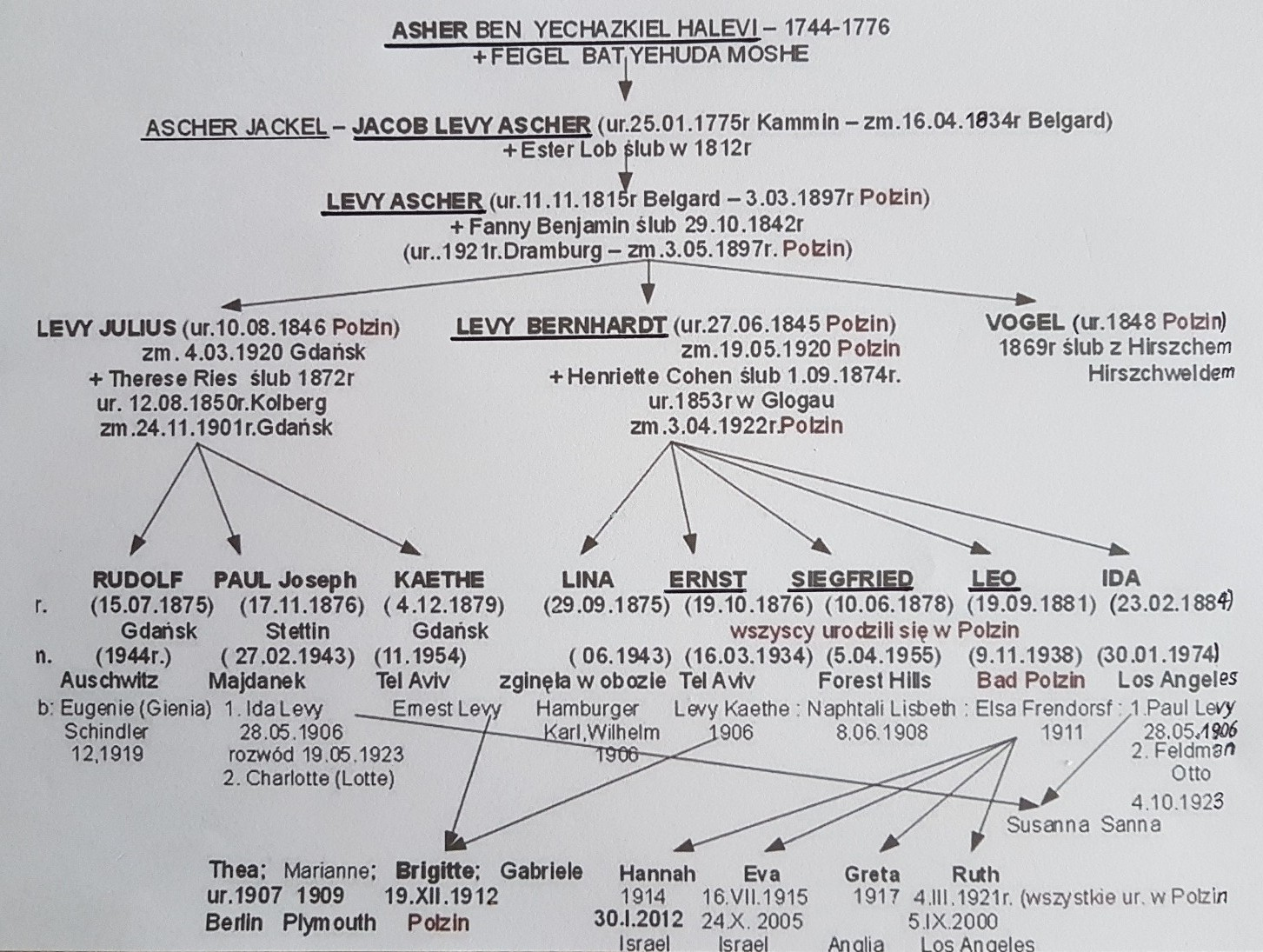
Genealogia Leo Levy’ego

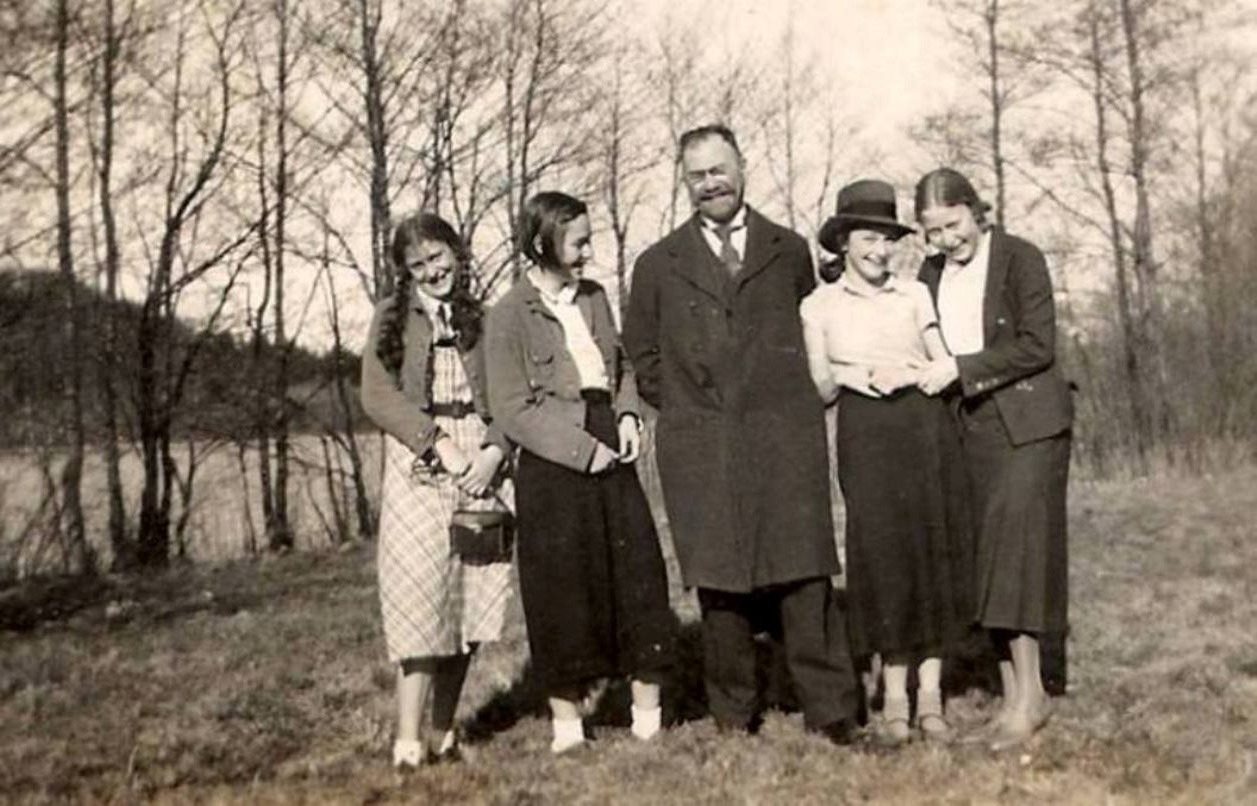
Leo Levy z córkami. Od lewej: Greta, Eva, Leo, najmłodsza Ruth i najstarsza Hannah

|                               |  |                                |  |  | 1. Leo Levy (1881–1938) ↓ Hannah (1914–2012) Eva (1915–2005) Greta (ur. 1917–?) Ruth (1921–2000) 2. Siegfried Levy (1878–1955) 3. Lina Levy (1875–1943) 4. Ernst Levy (1876–1934) (Thea, Marianna, Brigitta i Gabriela) 5. Ida Levy (1884–1974) (Susanna Sanna) |
| 6. ? Cohen (c.?–?)            |  |                                |  |  | |
|                               |  | 3. Henriette Cohen (1853–1922) |  |  | |
| 7. ? (?–?)                    |  |                                |  |  | |
|                               |  |                                |  |  | |